# Peñas de los Gitanos
La zona de las Peñas de los Gitanos en el término municipal de Montefrío (provincia de Granada, España) constituye un singular espacio natural en el que se definen diversas áreas de interés arqueológico, que representan una amplia etapa cronológica, tanto de época histórica, en el poblado y necrópolis del Castellón, como de época prehistórica, en los diversos hábitats en cueva, el poblado de los Castillejos y la necrópolis megalítica. La proximidad de estos enclaves y su distribución continua dentro de un paraje natural de Las Peñas, ha planteado la pertinencia de su configuración y concepción dentro de una única zona arqueológica. 
Las distintas cuevas conocidas, junto con las fases iniciales del poblado de Los Castillejos, manifiestan una ocupación de la zona desde época neolítica, que igualmente se documenta en determinados puntos de Las Peñas, en los que aparecen restos materiales de lo que pudieron ser talleres de sílex. El mismo ámbito de documentación registra la evolución de estas poblaciones hasta la Edad de Cobre, tal y como aparece en la estratigrafía del poblado de Los Castillejos, que finalmente se abandonaría en momentos iniciales de la Edad del Bronce. Este prolongado establecimiento ha proporcionado un potente relleno arqueológico de importancia clave para la investigación de los procesos de cambio de estas poblaciones, así como su relación con las áreas oriental y occidental de Andalucía. 
El numeroso conjunto de estructura megalíticas constituye un elemento de singular relevancia, no sólo bajo conceptos arqueológicos, sino también a nivel monumental, en una evidente afinidad entre su arquitectura y el entorno paisajístico. El asentamiento iberorromano conserva restos estructurales de gran interés: Diferentes edificaciones y su trazado urbanístico, así como los lienzos de muralla que las rodean. Finalmente, el poblado y necrópolis del cerro de Castellón presentan unas óptimas características para observar los patrones urbanísticos y constructivos de este tipo de yacimientos altomedievales. 
La etapa cronológica, tanto de época histórica como de época prehistórica, está representado por: 
- Cuevas o abrigos: Identificándose cinco cuevas en las que se han documentado niveles de habitación prehistóricos, que, por los materiales líticos y óseos localizados, se datarían en el Neolítico tardío.

- Necrópolis megalítica: Se trata de estructuras de enterramiento de cámara y, en algunos casos, con pasillo, que comenzarían a construirse durante los primeros momentos de la Edad del Cobre, siendo sustituidos paulatinamente por enterramientos en cista.

- Poblado de los Castillejos: Localizado sobre la terraza más alta en el extremo oeste del farallón rocoso de Las Peñas de los Gitanos. En las diversas campañas de excavación, se manifiesta una evolución del poblamiento desde época neolítica a época iberorromana, modificando y adecuando el espacio habilitado según los diferentes contextos sociales y culturales que se han desarrollado.

- Necrópolis visigoda: Localizada en la ladera occidental del Cerro del Castellón. En la zona excavada aparecieron una serie de estructuras de enterramiento de planta rectangular, hechas con losas planas.

- Poblado del Castellón: En la cima amesetada del cerro del mismo nombre. Se han localizado estructuras de plantas de casas y calles, y diversos tramos de muralla. Su ocupación se iniciaría en época tardorromana.

Los primeros asentamientos humanos se establecieron en el Neolítico final, en las diversas cuevas y, finalmente, en los primeros niveles del poblado de los Castillejos, en el que se continuaría la ocupación hasta la Edad de Bronce; superponiéndose a estos niveles la ciudad iberorromana, cuya ocupación continuaría hasta la época tardorromana, momento en el cual ocuparía El Cerro del Castellón. En este asentamiento, igualmente fortificado, se registra una progresiva intrusión de elementos propios del mundo árabe, cuya ocupación no se prolongaría más allá de los siglos X-XI. 
En la actualidad y previo pago, las visitas son concertadas con la opción de ser guiadas. En el pasado la zona fue de acceso libre y gratuito pero se permitió su cierre para convertirlo en una más de las explotaciones turísticas (privadas) de este país, ya que el dinero no es recaudado directamente por el ayuntamiento de Montefrío sino por particulares.